# Juan Pablo Pino
Ne doit pas être confondu avec Juan Pino ou Juan Pablo Colinas.
Pour les articles homonymes, voir Pino.
Juan Pablo Pino, né le 30 mars 1987 à Carthagène des Indes (Colombie), est un footballeur international colombien, qui évolue au poste d'ailier.

## Biographie
Pino fut longtemps considéré comme l'un des espoirs les plus prometteurs du football colombien.
Il joue son premier match en Ligue 1 le 10 février 2007 en entrant en seconde mi-temps (73e) contre le Paris Saint-Germain avec l'AS Monaco. Quelques minutes après sa rentrée, il provoque un penalty en se faisant faucher dans la surface adverse (Frédéric Piquionne le tire et Mickaël Landreau l'arrête).
Depuis, lorsqu'il fait son entrée en cours de jeu sur le terrain, le droitier est souvent décisif pour son équipe grâce à son dynamisme, sa vitesse, sa technique et sa vision du jeu.
Pour libérer une place d'extra communautaire, il est prêté 6 mois au club belge de Charleroi actuellement en Jupiler League. Son prêt est un échec, puisqu'il se blesse à plusieurs reprises, et ne joue pas beaucoup. En 2008, il est de retour à Monaco, bien décidé à s'imposer. Il marque son premier but en match officiel avec Monaco lors de la défaite à Valenciennes (3-1). La semaine suivante, il inscrit un nouveau but sur coup franc et délivre une passe décisive pour Licata sur le troisième but monégasque contre le futur champion de France, Bordeaux (défaite 3-4).
Ses qualités principales sont ses dribbles, sa conduite de balle, sa vitesse et sa frappe de balle, comme l'illustre son but contre Caen lors de la 21e journée de Ligue 1 (2008-2009).
Écarté sans raison les six premiers mois par le nouvel entraîneur Guy Lacombe et les blessures n’arrangeant rien, la saison 2009/2010 est plus difficile pour le colombien. Finalement l'année se finit mieux pour lui puisqu'il qualifie son équipe pour les demi-finales de la Coupe de France avec une rentrée décisive contre Sochaux avec le but du 3-3 à la 93e minute. En prolongation, il est à nouveau impliqué sur le but de la victoire (4-3). Il est titulaire lors de la finale face au PSG, il est très affûté, mais toutes ses tentatives sont repoussées par un Apoula Edel en état de grâce. Sorti à l'heure de jeu, il assiste impuissant à la défaite de son équipe (0-1). 
Conscient que son avenir ne passe plus forcément par le Rocher, il s'engage avec Galatasaray, où il est une priorité de Frank Rijkaard, en juillet 2010. Le transfert est évalué à 4 millions d'euros. Avec le club turc, Pino réalise de bonnes prestations, marquant notamment 2 buts d'anthologie face à Denizlispor, Gaziantepspor. Après le licenciement de Rijkaard, Pino continue de jouer régulièrement avec Hagi, malheureusement à l'arrivée de Terim, celui-ci ne compte pas sur Pino et souhaite s'en séparer pour libérer une place pour un autre joueur étrangers. Pino se retrouve alors à Al Nasr en Arabie Saoudite où il inscrit 5 buts et délivre quelques passes décisives en 13 matchs. 
En janvier 2013, il s'engage avec l'Olympiakos. Lors de sa 1re entrée en jeu, il délivre 2 passes décisives et offre la victoire à son équipe, il est d'ailleurs élu MVP (joueur du match) de ce match.
En août 2014, il fait son retour en Ligue 1 en s'engageant avec le SC Bastia. Après seulement 4 apparitions sous le maillot corse, il quitte le club lors du mercato hivernal.
Libre depuis la fin de son expérience en Indonésie, à Arema Malang en 2017 et au Barito Putera en 2018, Juan Pablo Pino s'engage avec le Cúcuta Deportivo (D1 colombienne) pour un contrat d'un an le 6 janvier 2019.

## Carrière
- 2003-jan. 2007 : Independiente Medellín
- jan. 2007-2010 : AS Monaco 
  - jan. 2008-2008 : Charleroi  (prêt)
- 2010-2012 : Galatasaray 
  - 2011-2012 : Al Nasr Riyad  (prêt)
- jan. 2013-2013 : Olympiakos 
  - 2013-déc. 2013 : Independiente Medellín  (prêt)
- 2014-jan. 2015 : SC Bastia  [4]
- 2016-déc. 2016 :  Universitario
- depuis avr. 2017 :  Arema Malang

## Palmarès

### En équipe nationale
- 14 sélections et 0 but avec l'équipe de Colombie depuis 2008
- Vainqueur de la Coupe du Pacifique avec les moins de 20 ans colombiens en 2006
- Vainqueur du championnat d’Amérique Centrale et des Caraïbes avec les moins de 21 ans colombiens en 2006

### Avec l'AS Monaco
- Finaliste de la Coupe de France en 2010

### Avec l'Olympiakos
- Vainqueur du Championnat de Grèce en 2013
- Vainqueur de la Coupe de Grèce en 2013

## Distinctions personnelles
- Trophée METRO du meilleur joueur de l’AS Monaco FC pour le mois de décembre 2008, avril et mai 2009